# The Understudy (film 1922)
The Understudy è un film muto del 1922 diretto da William A. Seiter. Prodotto dalla Robertson-Cole Pictures Corporation, aveva come interpreti Doris May, Wallace MacDonald, Christine Mayo, Otis Harlan, Arthur Hoyt. La sceneggiatura di Beatrice Van si basa su un soggetto di Ethel M. Hadden.

## Trama
Il giovane Tom Manning è rimasto coinvolto in una intensa relazione con Grace Lorimer, un'attrice, destando grandi preoccupazioni in suo padre che cerca in tutti i modi di dividere i due. Così, manda il figlio nel West, mentre offre all'attrice qualsiasi somma lei vorrà pur di rompere quel rapporto. Messisi d'accordo sulla cifra, Grace si trova però nell'impossibilità di andare a riscuotere di persona e si fa sostituire da Mary Neil, un'aspirante attrice, che si presenta al vecchio Manning come se fosse lei Grace. Lui, però, che vede una foto dell'attrice, si rende conto dell'inganno ma la invita comunque a restare ospite da loro. Tom è colpito dalla bellezza della ragazza mentre la famiglia comincia ad affezionarsi a lei. Prima che Grace possa arrivare per creare qualsiasi scompiglio, Tom - con il consenso del padre - porta all'altare Mary.

## Produzione
Il film fu prodotto dalla Robertson-Cole Pictures Corporation.

## Distribuzione
Il copyright del film, richiesto dalla R-C Pictures, fu registrato il 25 giugno 1922 con il numero LP18033. Lo stesso giorno, distribuito dalla Film Booking Offices of America, il film uscì anche nelle sale statunitensi.
Non si conoscono copie ancora esistenti della pellicola che viene considerata presumibilmente perduta.